# 주세페 타르티니

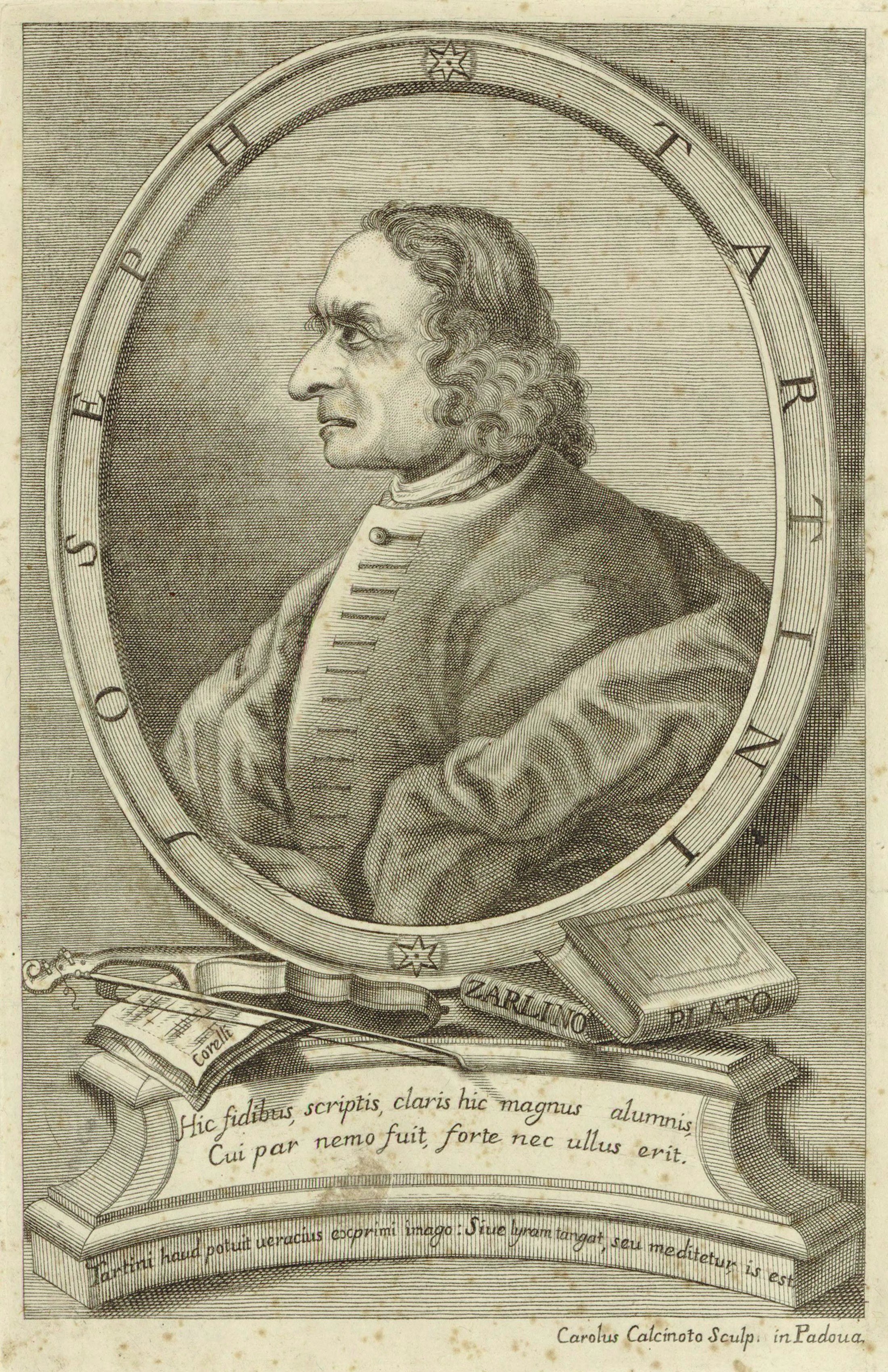
주세페 타르티니

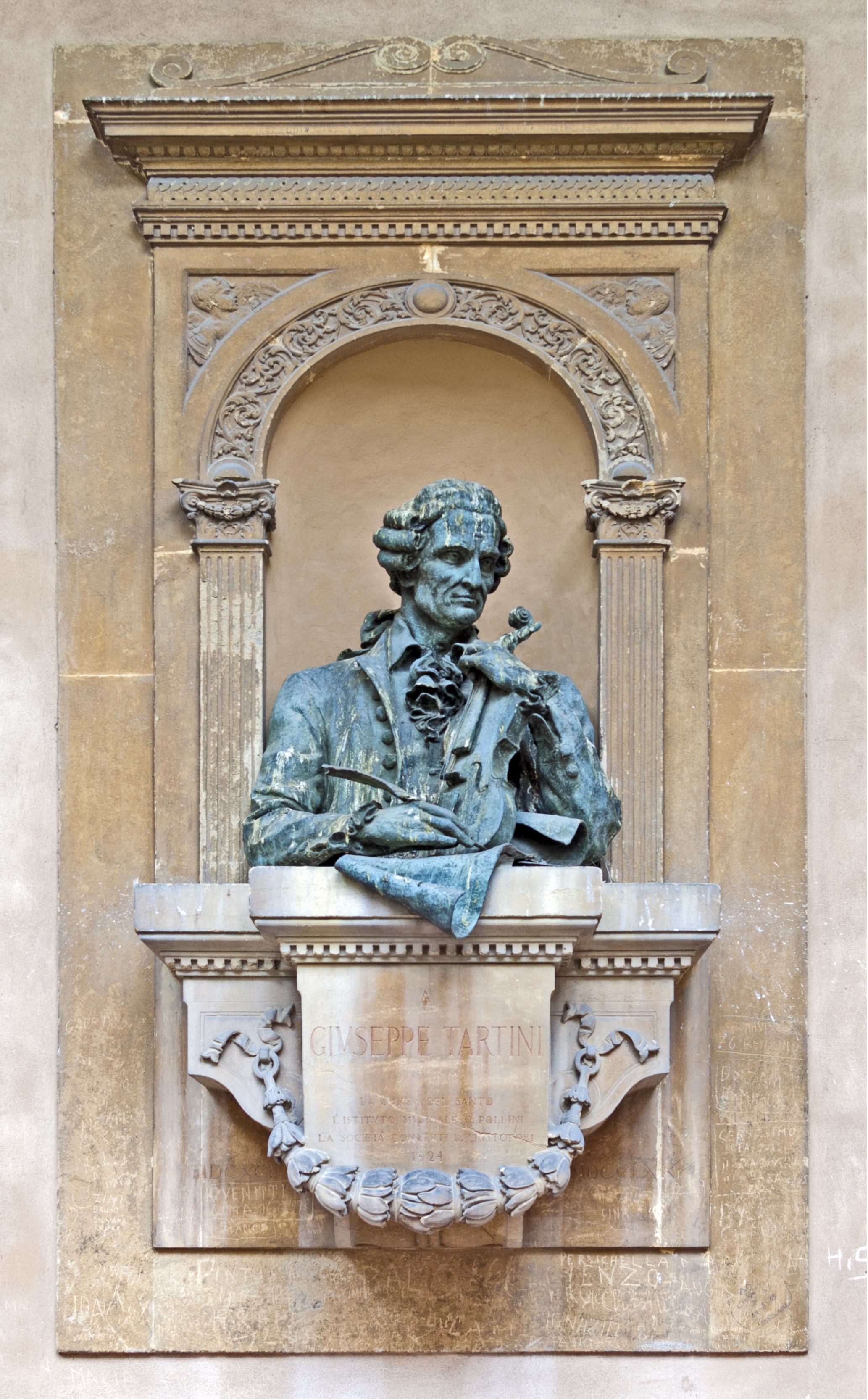
파도바의 성당 기념물.

주세페 타르티니(Giuseppe Tartini, 1692년 4월 8일 ~ 1770년 2월 26일)는 이탈리아의 바이올린 연주자이자 작곡가이다.

## 생애
아버지는 피렌체의 귀족 출신이며, 경제적으로 유복한 가정에서 자랐다. 1709년 17세로 북이탈리아의 파도바 대학에 입학하여 법률학을 전공했으나 곧 음악과 펜싱에 열중하였고 특히 펜싱 명수로 이탈리아에서 유명해졌다. 1713년, 21세 때 엘리자베타 프레마초레와 사랑에 빠져 결혼했다. 그러나 이 일이 프레마초레의 보호자였던 유력한 추기경의 노여움을 사서 체포명령이 내려져 파도바를 퇴거하여 각지를 방랑하다가 중부 이탈리아 아시시에 주거를 정하고 바이올린과 작곡 공부에 몰두하였다. 그는 바이올린 주법을 연구했고 또한 유명한 바이올린 소나타 <악마의 트릴>을 작곡하는 등 현저한 진보를 보였다. 1715년 23세 때, 허락을 받고 부인이 기다리는 파도바로 돌아와 음악가로 활약하여 점점 명성을 떨쳤다. 한편 연찬을 거듭한 뒤 1721년 4월, 파도바의 성 안토니오 성당의 수석 바이올린 주자가 되어 성당 합주단·합창단을 지도하였다. 1728년 그 곳 바이올린 학교를 설립하여 바이올리니스트의 조직적인 양성에 나섰다. 교육활동을 하는 한편 이탈리아 각지를 연주여행했으며 그의 명기를 피로(披露)하였다. 1755년 63세 때는 간절한 요망으로 파리와 런던을 방문하여 열광적인 환영을 받았다. 중풍으로 1770년 2월 26일 77세에 세상을 떠났다.
작곡가로서의 타르티니는 이탈리아 바로크 최후의 바이올린 음악의 대가로서 중요하다. 그의 바이올린 소나타는 형식이나 양식적인 면에서 새로운 맛은 보이지 않지만 우아한 멜로디와 간결한 화성에 독특하고 유화한 분위기가 있고 신선한 매력이 넘치고 있다. 교육자로서는 음악학교를 설립하여 후진지도에 임한 외에 <화성론> 등의 우수한 저서를 출판하여 후세에 영향을 미쳤다.

## 악마의 트릴

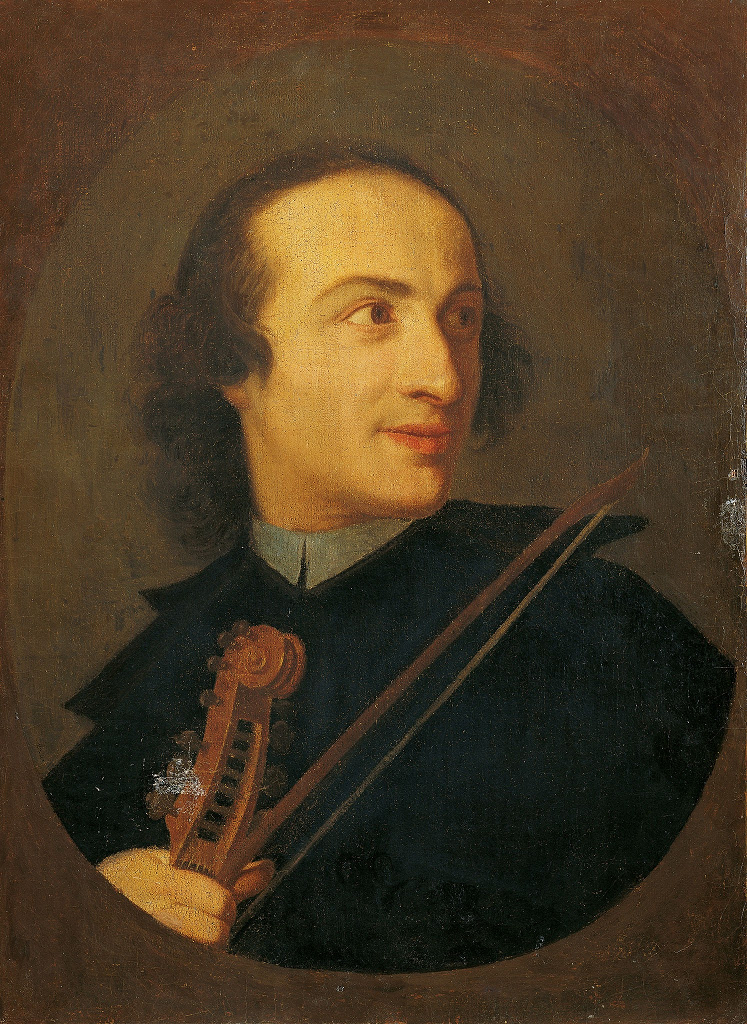
주세페 타르티니의 초상화

1749년 작곡한 그의 대표작이다. 아시시에서 새로운 바이올린 주법의 연구에 심혈을 기울이고 있을 때 한밤의 꿈에 악마가 소나타를 연주하는 것을 들었다고 한다. 잠에서 깬 타르티니는 기억을 더듬어 그 소나타를 악보에 기록했는데 바로 그것이 <악마의 트릴>이다. 그 호칭은 마지막 제3악장에서 바이올린으로 연주하기 매우 어려운 트릴이 나오기 때문이다. 그뿐 아니라 꿈속에서 악마에게 배웠다 하여 작가 자신이 붙인 이름이다.

## 작품
- 《악마의 트릴》
- 《바이올린 협주곡》